# Ponkers
Ponkers is een op jongeren gericht  YouTube-kanaal met in 2018 ongeveer 500.000 abonnees. Eigenaar was het mediabedrijf MediaLane uit Amsterdam; sinds september 2018 is het kanaal eigendom van de presentatoren.

## Geschiedenis
Ponkers is in 2013 in Nederland gestart als YouTube-kanaal op basis van een bestaande Duitse formule. Thomas Smagge maakte destijds deel uit van de eerste groep medewerkers van dit kanaal. Sinds 2015 bestaat het team van Ponkers uit Noah Zeeuw (o.a. bekend van televisiekanaal FOX en van bijdragen aan de TV Show en Shownieuws), Jesper Kleynen en Marthijn van Steinvoorn. Het trio Kleynen, Zeeuw en Van Steinvoorn maakt ook muziek (parodieën) en carnavalnummers, onder de artiesten naam Herrie Hardstyles.

## Video's
Het kanaal heeft ongeveer 650 films/video's op YouTube staan, waaronder Under cover in de trein, 24 uur overleven zonder geld (in diverse steden in Nederland, Terug op St. Maarten en Hoe slecht spreekt u Engels.

## Presentatie
Door de jaren heen is de presentatie van het kanaal Ponkers gedaan door verschillende presentatoren.
| Thomas Smagge           |  |           |           |           |  |  |  |  |
| Noah Zeeuw              |  |           |           |           |  |  |  |  |
| Jesper Kleynen          |  | Cameraman | Cameraman |           |  |  |  |  |
| Ergin Arslanbas         |  |           |           |           |  |  |  |  |
| Nanne Meijer            |  |           |           |           |  |  |  |  |
| Anouk de Pater          |  |           |           |           |  |  |  |  |
| Thomas Cox              |  |           |           |           |  |  |  |  |
| Robin Zomer             |  |           |           |           |  |  |  |  |
| Bart Maessen            |  |           |           |           |  |  |  |  |
| Marthijn van Steinvoorn |  | Cameraman | Cameraman | Cameraman |  |  |  |  |